# Louis Couperin
Louis Couperin (c. 1626-1661) fue un compositor barroco francés que realizó contribuciones significativas al desarrollo de la música barroca para teclado. Hábil clavecinista, organista e intérprete de viola da gamba, fue uno de los fundadores de la escuela francesa de clavecín e inventó el género de preludio sin compás para clave. Él y su sobrino François "El Grande" fueron los más renombrados miembros de la Familia Couperin.

## Vida

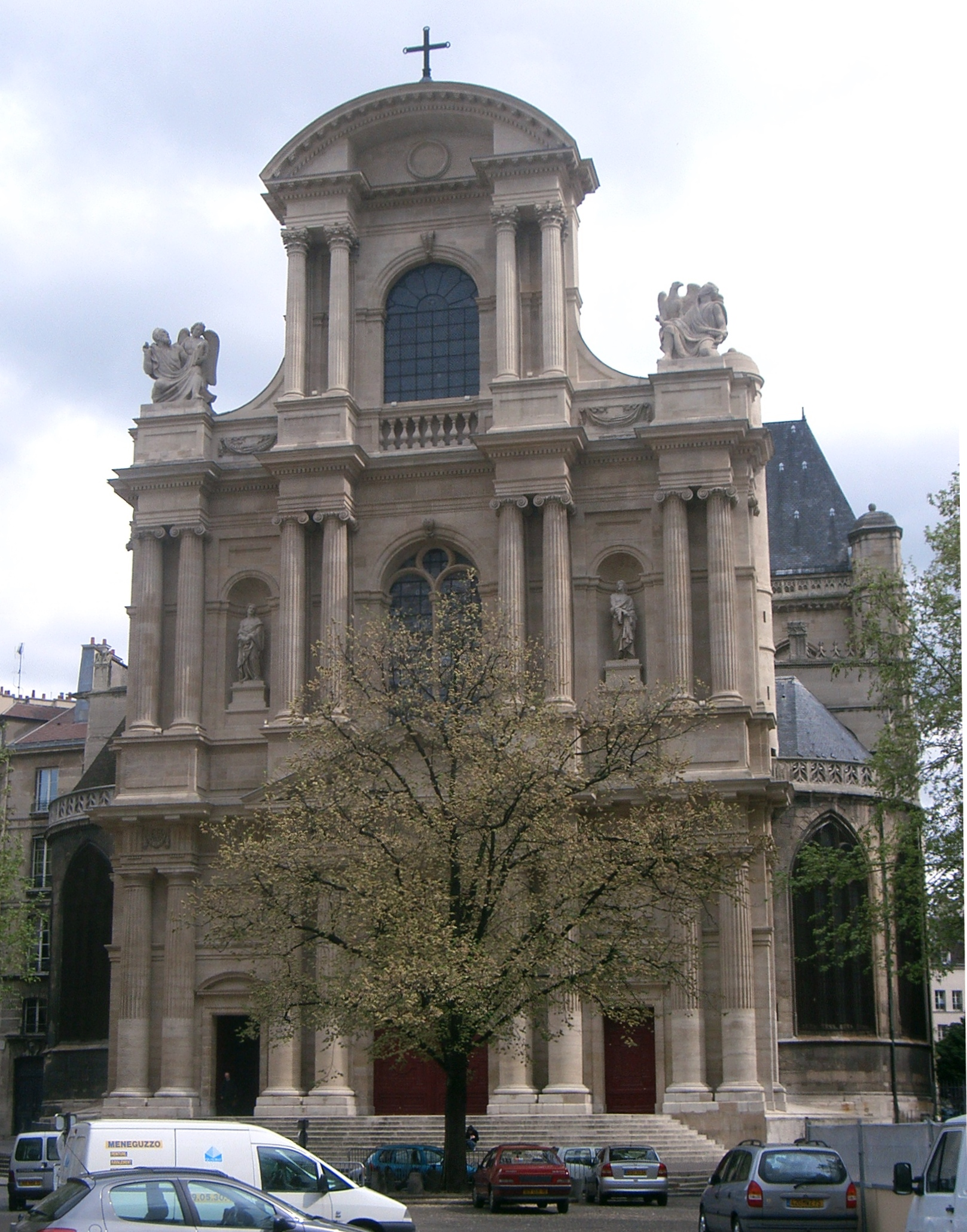
La iglesia de Saint Gervais en París, donde Louis Couperin sirvió como organista desde 1653 hasta su muerte

La mayor parte de la información sobre la vida de Couperin procede de dos fuentes. Parnasse François un libro de 1732 de Évrard Titon du Tillet, contiene un esbozo biográfico que describe algunos detalles de su vida y la fecha y lugar de composición de unas treinta piezas para órgano.
Couperin nació alrededor de 1626 en Chaumes-en-Brie, una ciudad situada 40km al sudeste de París. Su padre Charles Couperin, fue un pequeño terrateniente y organista a tiempo parcial en una iglesia local. Louis era un consumado clavecinista y violinista ya en 1650 (y por entonces ya componía) pero no tenía relación con músicos importantes de su época. Su súbito ascenso a la fama, ocurrido en 1650-1651, está explicado en Parnasse François. Titon du Tillet escribe que Louis, sus dos hermanos menores Charles y François y algunos de sus amigos visitaron a Jaques Champion de Chambonnières en la festividad de su santo. Los Couperin ofrecieron al anfitrión y a sus huéspedes un pequeño concierto durante el cual interpretaron varias piezas compuestas por Louis. A Chambonnières le impresionó el talento de Louis Couperin, se convirtió en su maestro y le persuadió para que se fuera con él a París. Allí Chambonnières, que era el clavecinista francés más sobresaliente de su tiempo y músico del rey, presentó al joven músico en la corte y el talento de Couperin fue reconocido; hacia 1651 encontramos ya a Couperin viviendo en París.
Seguramente conoció a Johann Jakob Froberger en 1651-52. El estilo de Froberger llegó a tener una gran influencia en la música de Couperin. El 9 de abril de 1653 se convirtió en organista de la iglesia de St. Gervais, donde se le pagaba un sueldo de 400 libras al año más alojamiento. El puesto en esta antigua iglesia era uno de los más importantes de Francia en aquella época. En algún momento–probablemente después de ser organista en St. Gervais–Couperin entró al servicio real como intérprete de viola soprano. Titon du Tillet escribe que Couperin rechazó, por lealtad a su Viejo amigo y maestro, la sustitución de Chambonnières como clavecinista real, puesto creado especialmente para él. El 22 de octubre de 1655 se convirtió en padrino del hijo de su hermana en Chaumes-en-Brie; de julio a octubre de 1656 y en noviembre de 1658 realizó frecuentes viajes a Meudon, donde probablemente fue empleado por Abel Servien, un diplomático y hombre de estado. Viajó a Toulouse con la corte en 1659. Durante sus últimos años, Couperin vivió en los alojamientos de los organistas de la iglesia de St. Gervais con sus dos hermanos. Murió el 29 de agosto de 1661, a la edad de treinta y cinco años, según Parnasse François.
Sus hermanos jugaron un importante papel en el desarrollo de la música barroca francesa. No han sobrevivido composiciones de François pero su línea familiar llevó el nombre de Couperin hasta el siglo XIX. Charles Couperin sucedió a Louis como organista de St. Gervais y tuvo un solo hijo, en 1668 François Couperin “El Grande” que llegó a ser uno de los más importantes compositores franceses del Barroco.

## Obra

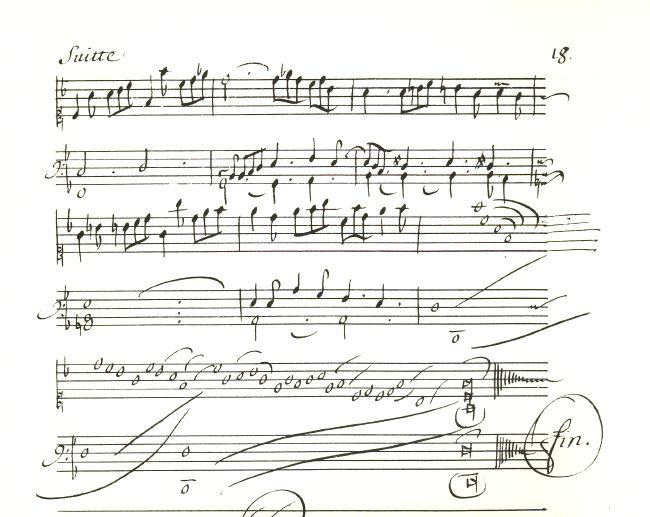
Fragmento de una página del manuscrito Bauyn; la pieza gradualmente se diluye en una coda sin compás, escrita usando el sistema de notación de Couperin.

Ninguna de las obras de Couperin fueron publicadas en vida del compositor. Hay tres importantes fuentes de manuscritos de su música: El manuscrito Bauyn (ciento veintidós piezas para clave, cuatro para órgano y cinco obras de cámara), el manuscrito Parville (cinco piezas únicas para clave y cincuenta encontradas también en Bauyn) y el manuscrito Oldham (setenta piezas únicas para órgano, cuatro fantasías de cámara a cuatro partes de 1654-1655 y varios movimientos de danza). Los tres incluyen también obras de compositores como Chambonnières o Jean-Henri d'Anglebert y son unas importantes fuentes sobre la música francesa del siglo XVII. El manuscrito Oldham es el único documento de la época de Couperin; Bauyn y Parville son de finales del XVII. Habitualmente las obras de Couperin se referencian con la numeración utilizada en la edición definitiva de Éditions de l'Oiseau-Lyre.
Los movimientos de danza comprenden aproximadamente dos terceras partes de la obra para clave de Louis Couperin: courantes, sarabandas, allemandes y gigas. Esta piezas son mucho más complejas que las de Chambonnières y muestran muchas más variedad dentro de cada pieza. Su reputación como compositor procede de sus chaconas, pasacalles y preludios sin compás. Estas últimas piezas, escritas en una única clase de notación (únicamente redondas dispuestas en grupos y conectas por elegantes curvas) estaban influenciadas por las allemandes de flujo libre y piezas programáticas de Froberger; algunas toman prestados pequeños pasajes de sus tocatas.
La música para órgano de Couperin ejerció una gran influencia sobre los compositores europeos del siglo XVII: representan la transición del contrapunto estricto de Jean Titelouze al colorido estilo de órgano concertante introducido por Guillaume-Gabriel Nivers y Nicolas de Grigny. Couperin fue el primer compositor francés que escribió para registro musical específicos y también el primero en componer bajos en el estilo de las divisiones para la viola baja. Ambos rasgos estilísticos están entre las características definitorias de la música francesa para órgano del los siglos XVII y XVIII.